# Kliški sandžak
Kliški sandžak, odnosno sandžak kliški, hrvatski i primorski (kako je glasilo u pismu kliškog sandžak-bega
Ferhada 1558.), bila je upravna jedinica u Turskom Carstvu, u sklopu Bosanskog pašaluka. Osnovan je 1537., nakon pada Klisa u turske ruke. Osnivanjem Kliškog sandžaka bilo je smanjena područje Bosanskog sandžaka, jer su u njegov sastav ušli svi osmanski posjedi sjeverozapadno od Solina, u jugozapadnom dijelu Bosne, Krbavi i Lici.
Iako je nosio ime po Klisu, sjedište mu je uglavnom bilo u Livnu.

## Sastavne jedinice
Prilikom osnivanja dijelio se Kliški sandžak na kadiluke Skradin, Neretva, Novosel, Akhisar ili Prusac, Zagorje ili Klis i Jezero (Golhisar). Također je prema ondašnjem sustavu osmanske uprave bio podijeljen na nahije, čije su se međe većinom poklapale s međama starohrvatskih srednjovjekovnih župa. Na prostoru današnje Dalmatinske zagore bile su nahije Sinj i Cetina, Knin, Dicmo, Klis, Vrlika, Zmijno polje, Petrovo polje, Petrova gora (koja se u nekim razdobljima nazivala i Zagora ili Zagorje). Status gradskog naselja (kasabe) imali su Sinj, Drniš, Klis, Vrlika, Knin i Hrvace. Cijela Zagora i južno hrvatsko primorje nisu bile u sastavu ovog, nego Hercegovačkog sandžaka u koji su ušli Makarska, Imotski i Vrgorac.
Kad je bio osnovan Krčki (lički) sandžak, izgubio je Kliški sandžak znatan dio svoga prostora zapadno od rijeke Krke i donjeg toka Une. Točnije, cijelo zaleđe Zadra, okolicu Knina, Krbavu i Liku.